# Beyond Utopia
Beyond Utopia é um documentário estadunidense de 2023 dirigido por Madeleine Gavin. O filme estreou no Festival de Cinema de Sundance de 2023. O documentário gira em torno do pastor Kim Sungeun, um ativista sul-coreano de direitos humanos e diretor da Missão Caleb, que resgatou mais de mil desertores norte-coreanos desde 2000.

## Lançamento
Beyond Utopia estreou no Festival de Cinema de Sundance de 2023 em 21 de janeiro de 2023. O filme foi exibido no 28º Festival Internacional de Cinema de Busan na seção 'Documentary Showcase' em 8 de outubro de 2023. Nos Estados Unidos, a distribuidora Roadside Attractions lançou o filme em cinemas selecionados no final daquele ano. A Fathom Events adquiriu os direitos de distribuição para uma exibição nacional de dois dias em 23 e 24 de outubro de 2023.

## Recepção
No site agregador de resenhas Rotten Tomatoes, 100% das 40 resenhas dos críticos são positivas, com uma classificação média de 8,6/10. O consenso do site diz: “Um documentário que parece um thriller, Beyond Utopia é um vislumbre emocionante – e assustador – da vida sob a opressão”. O Metacritic, que utiliza uma média ponderada, atribuiu ao filme uma pontuação de 84 em 100, com base em 14 críticos, indicando "aclamação universal".
Escrevendo para /Film, Ben Pearson concedeu ao filme uma pontuação de 9 em 10 e considerou a filmagem portátil "nada menos que extraordinária". Owen Gleiberman, da Variety, elogiou o filme por mostrar ao público a tragédia "esquecida" da Coreia do Norte através do uso de impressionantes trabalhos de câmera em primeira mão. Em uma crítica mais mista, Daniel Fienberg, escrevendo para o The Hollywood Reporter, achou que o filme tinha uma história emocionante e cheia de tensão enquanto seguia as famílias desertores, mas ridicularizou a inclusão de uma lição de história "seca e sem vida" na Coreia do Norte que não se enquadrava nos convincentes relatos em primeira mão.